# Rosicrucian Fellowship

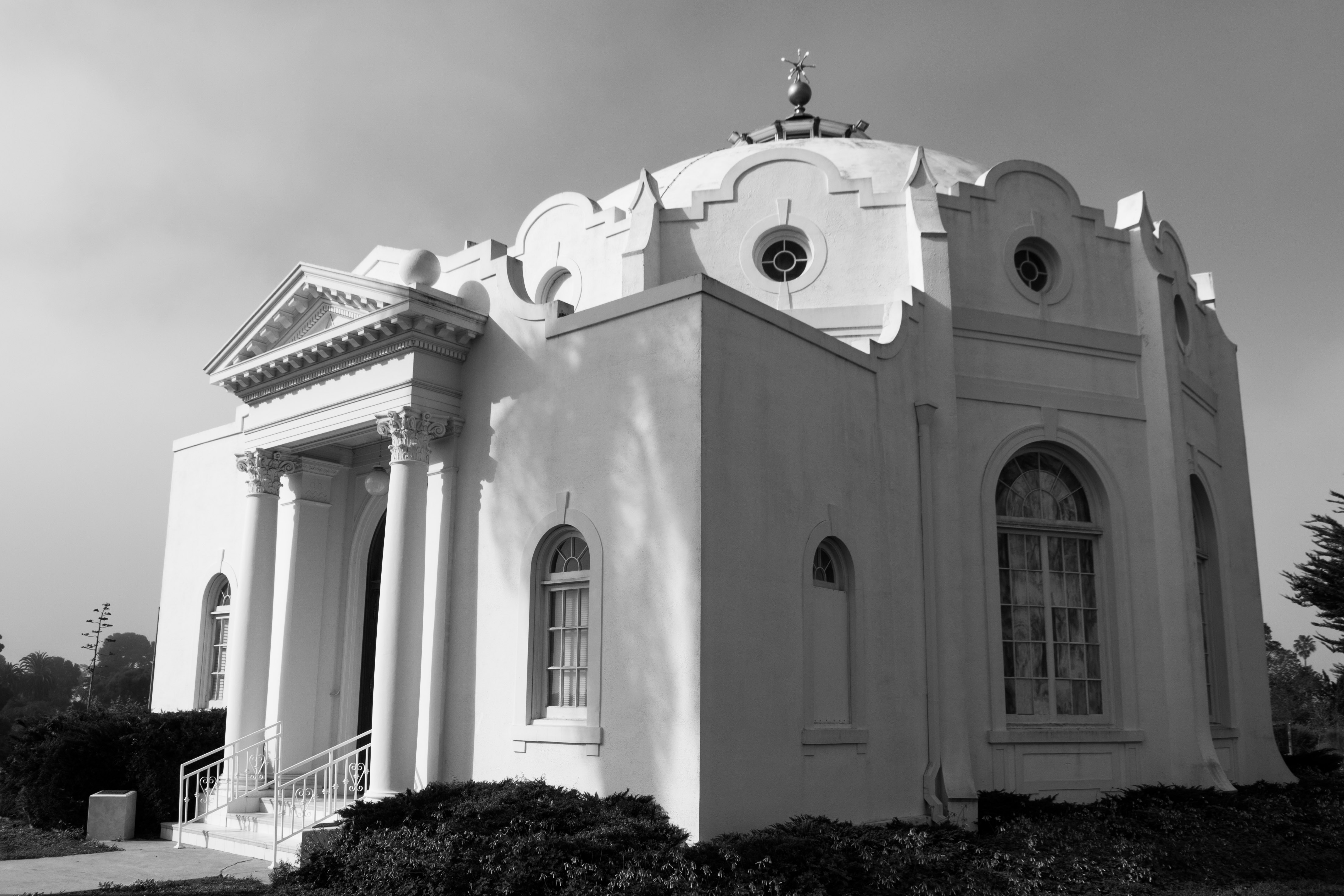
Tempio della Rosicrucian Fellowship a Mount Ecclesia, in California.

La Rosicrucian Fellowship è una delle comunità di ispirazione rosacrociana sorte all'inizio del XX secolo. Fu fondata tra il 1909 e il 1911 da Carl Louis Fredrik Graßhoff, conosciuto negli Stati Uniti come Max Heindel. È definita secondariamente come «Associazione di Mistici Cristiani».
La sede dell'ordine si trova a Mount Ecclesia presso Oceanside, in California (USA), con succursali sparse in tutto il mondo, organizzate in gruppi di studio.
La sede italiana, chiamata Associazione RosaCrociana Oceanside (ARCO), collegata a quella internazionale, si trova attualmente a San Benedetto a Settimo, in provincia di Pisa.

## Storia e princìpi

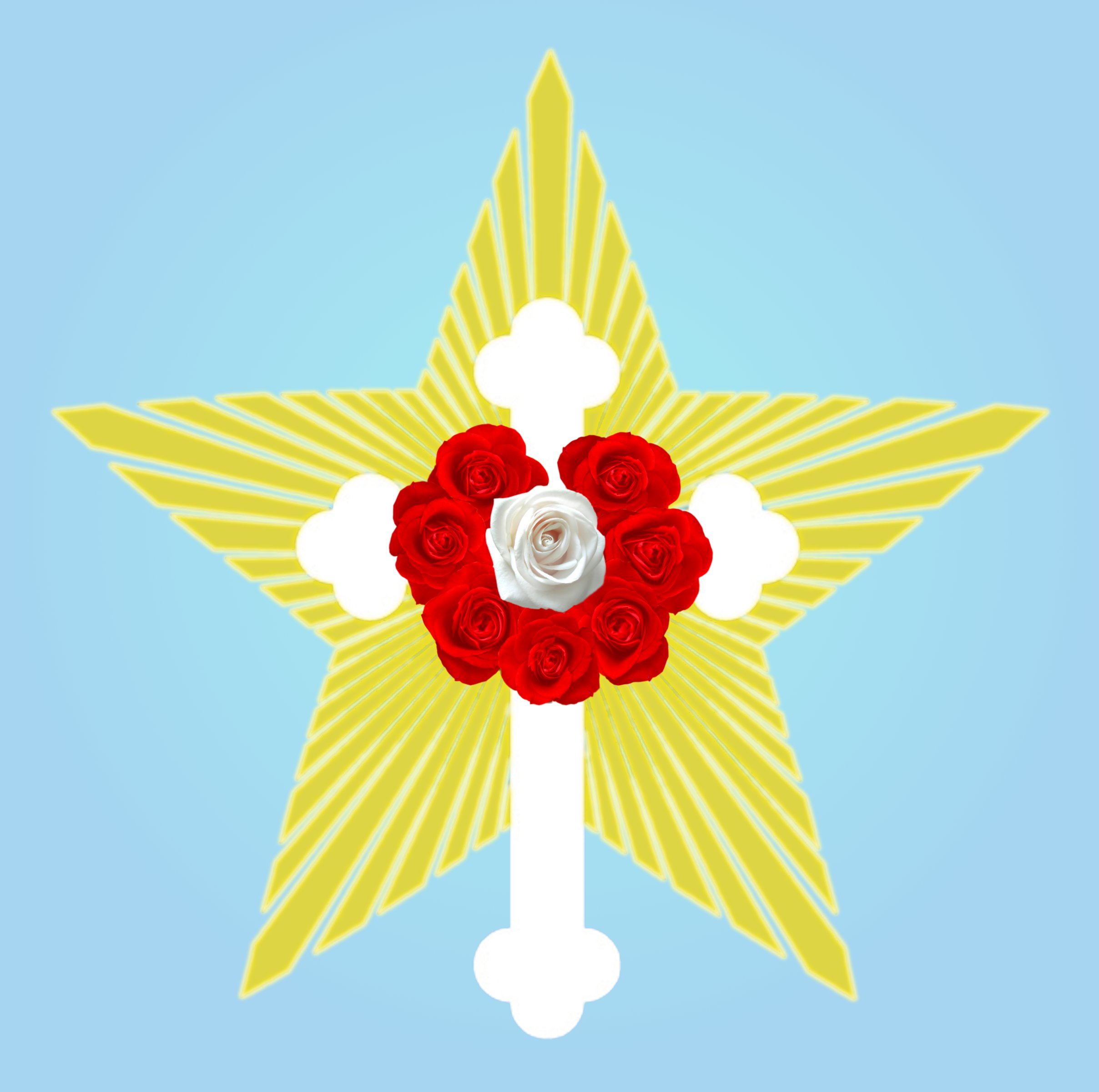
Emblema della Rosicrucian Fellowship.

L'associazione fondata da Max Heindel può considerarsi un ramo americano del movimento antroposofico, ma fortemente influenzato anche dalla dottrina teosofica di impronta orientale di Helena Blavatsky.
Oltre che debitore nei confronti di Rudolf Steiner, da cui apprese i principali elementi della tradizione occulta occidentale, Max Heindel affermava di essere stato ispirato e diretto da un anonimo «Fratello Maggiore» di un Ordine Cristiano Rosacrociano, il quale lo autorizzò a diffondere pubblicamente i propri insegnamenti, che gli impartì durante la sua permanenza in Germania.
Pietra miliare dell'associazione è La Cosmogonia dei Rosacroce, scritta da Heindel dopo il suo ritorno in California nel 1908, con cui l'autore sistematizzò la dottrina antroposofica sotto la qualifica di «Rosacrocianesimo».
Tra i suoi obiettivi, la Rosicrucian Fellowship (TRF) si propone di divulgare i misteri del cristianesimo esoterico, a cui alluderebbero passi dei vangeli di Matteo e di Luca, illustrando l'esoterismo teosofico alla luce dei princìpi cristiani, per creare un terreno d'incontro tra arte, religione e scienza, e condurre l'individuo ad uno sviluppo armonico della mente e del cuore.

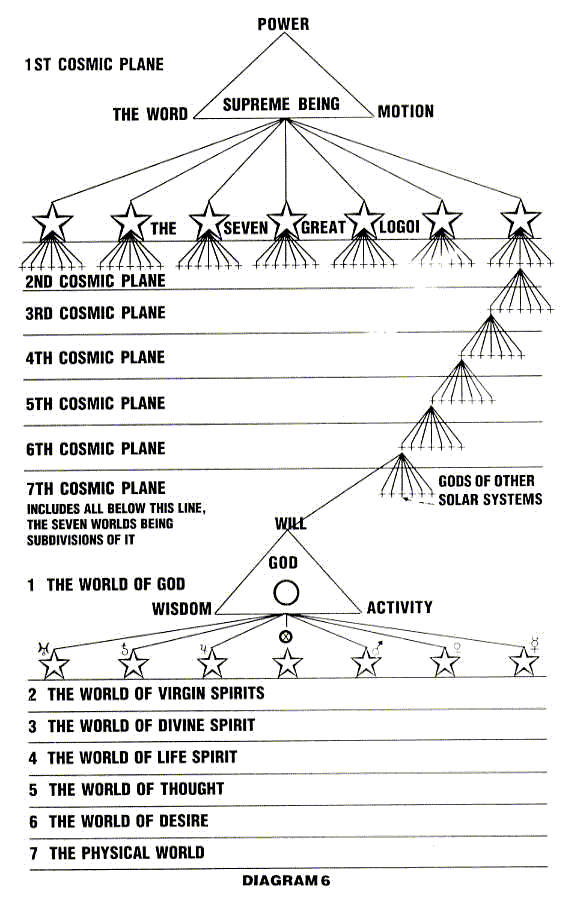
Schema della cosmogonia rosacrociana di Heindel, con sette piani cosmici composti ognuno da ulteriori sette mondi e sette epoche.

Presentandosi come un semplice veicolo terreno di trasmissione e di iniziazione degli insegnamenti del vero Ordine Rosacroce, ritenuto di natura puramente celeste-spirituale, la scuola intende promulgare la «vera filosofia» dei Rosacroce secondo le modalità di un metodo scientifico considerato particolarmente adatto agli occidentali dell'epoca attuale, predisponendo i propri membri ad un servizio disinteressato all'umanità, per preparare l'avvento dell'era dell'Acquario, e accelerare la Seconda Venuta del Cristo sul piano etereo.

### Attività e requisiti
L'associazione svolge anche servizi di guarigione spirituale, e offre corsi gratuiti per corrispondenza, su argomenti come filosofia, cristianesimo esoterico, interpretazione della Bibbia, astrologia «spirituale» (diversa da quella classica), alla quale viene dato particolare risalto insieme ad una visione organica della cosmologia e della storia umana, suddivisa ciclicamente in sette epoche ed eoni, ereditata dalle rivelazioni della Blavatsky e di Steiner.
I membri dell'Associazione Rosacrociana sono tendenzialmente vegetariani, e si astengono dall'alcool, dalle droghe ricreative e dal tabacco. Viene inoltre richiesto loro di non appartenere ad altre associazioni spirituali per favorirne così l'indipendenza da qualsiasi gruppo o persona.
Organizzata in congregazioni indipendenti, la Rosicrucian Fellowship ha una natura più religiosa che di ordine iniziatico, svolgendo anche rituali e mansioni di culto.
Gli studiosi in materia la classificano come un nuovo movimento religioso.